# Курт-Юрґен фон Лютцов
Барон Курт-Юнгер фон Лютцов (нім. Kurt-Jürgen Freiherr von Lützow; 7 серпня 1892, Марієнвердер — 20 липня 1961, Ганновер) — німецький воєначальник, генерал-лейтенант вермахту (1 січня 1943). Кавалер Лицарського хреста Залізного хреста з дубовим листям.

## Біографія
Учасник Першої світової війни. За бойові заслуги відзначений численними нагородами. Після демобілізації армії залишений у рейхсвері. З 1 квітня 1937 року — ад'ютант генерал-фельдмаршала Августа фон Макензена. З 1 вересня 1939 року — командир 89-го піхотного полку. Учасник Польської і Французької кампаній, а також боїв на радянсько-німецькому фронті. З 1 березня по 11 липня 1942 і з 20 липня 1942 по 25 травня 1944 року — командир 12-ї піхотної дивізії. З 25 червня 1944 року — командир 35-го армійського корпусу. 5 липня корпус був повністю знищений на Східному фронті, а сам Лютцов потрапив у полон. 20 червня 1950 року засуджений до 25 років позбавлення волі. 16 січня 1956 року переданий владі ФРН і звільнений.

## Нагороди
- Залізний хрест
  - 2-го класу (29 вересня 1914)
  - 1-го класу (16 березня 1916)
- Королівський орден дому Гогенцоллернів, лицарський хрест з мечами
- Орден Альберта (Саксонія), лицарський хрест 2-го класу з мечами
- Хрест «За військові заслуги» (Мекленбург-Шверін) 2-го і 1-го класу
- Хрест «За військові заслуги» (Австро-Угорщина) 3-го класу з військовою відзнакою
- Військова медаль (Османська імперія)
- Почесний хрест ветерана війни з мечами
- Медаль «За вислугу років у Вермахті» 4-го, 3-го, 2-го і 1-го класу (25 років)
- Орден військових заслуг (Іспанія)
- Застібка до Залізного хреста
  - 2-го класу (14 вересня 1939)
  - 1-го класу (13 жовтня 1939)
- Лицарський хрест Залізного хреста з дубовим листям
  - лицарський хрест (15 серпня 1940)
  - дубове листя (№ 37; 21 жовтня 1941)
- Медаль «За зимову кампанію на Сході 1941/42»
- Дем'янський щит
- Нагрудний знак «За поранення» в сріблі